# Avalon (Geòrgia)
Avalon és una població dels Estats Units a l'estat de Geòrgia. Segons el cens del 2000 tenia 278 habitants.

## Demografia
Segons el cens del 2000, Avalon tenia 278 habitants, 109 habitatges, i 80 famílies. La densitat de població era de 61 habitants per km².
Dels 109 habitatges en un 34,9% hi vivien nens de menys de 18 anys, en un 60,6% hi vivien parelles casades, en un 11,9% dones solteres, i en un 25,7% no eren unitats familiars. En el 23,9% dels habitatges hi vivien persones soles el 5,5% de les quals corresponia a persones de 65 anys o més que vivien soles. El nombre mitjà de persones vivint en cada habitatge era de 2,55 i el nombre mitjà de persones que vivien en cada família era de 3,02.
Per edats la població es repartia de la següent manera: un 29,1% tenia menys de 18 anys, un 5% entre 18 i 24, un 28,4% entre 25 i 44, un 27% de 45 a 60 i un 10,4% 65 anys o més.
L'edat mediana era de 36 anys. Per cada 100 dones de 18 o més anys hi havia 91,3 homes.
La renda mediana per habitatge era de 31.000 $ i la renda mediana per família de 35.625 $. Els homes tenien una renda mediana de 29.500 $ mentre que les dones 16.042 $. La renda per capita de la població era de 13.701 $. Entorn del 16% de les famílies i el 15,1% de la població estaven per davall del llindar de pobresa.

## Poblacions més properes
El següent diagrama mostra les poblacions més properes.